# Молодків
Моло́дків (колишня польська назва — Mołotków, інші форми — Mlothkowa, Melokowa, Molotkowa, Molodkowa, Молоткувъ, а до 1991 року — Молодьків) — село в Україні, у Надвірнянській міській громаді Надвірнянського району Івано-Франківської області, центр старостинського округу.

## Розташування
Розташоване між річками Бистрицею-Надвірнянською і Бистрицею-Солотвинською, за 13 км від райцентру, за 7 км від залізничної станції Надвірна. Межує з селами Гвізд, Пнів, Битків, Бабче, Старуня. Згідно номенклатури від 2019 року по території села проходять два шляхи: місцевого значення — С090917 та обласного значення — О090103 (колишня назва — цісарка, пол. Cesarka). Найближчі автошляхи національного значення — Н09 та Н10.
З села Молодків є кілька сполучень місцевого значення:
- Молодків — Битків попід г. Пецигу;
- Молодків — Старуня через Бзовач (не далеко від Старунського вулкану);
- Молодків — Бабче через ур. Лукавець, а далі можна доїхати до Маняви.

## Історія села

### Документи

##### Акти Гродські і Земські

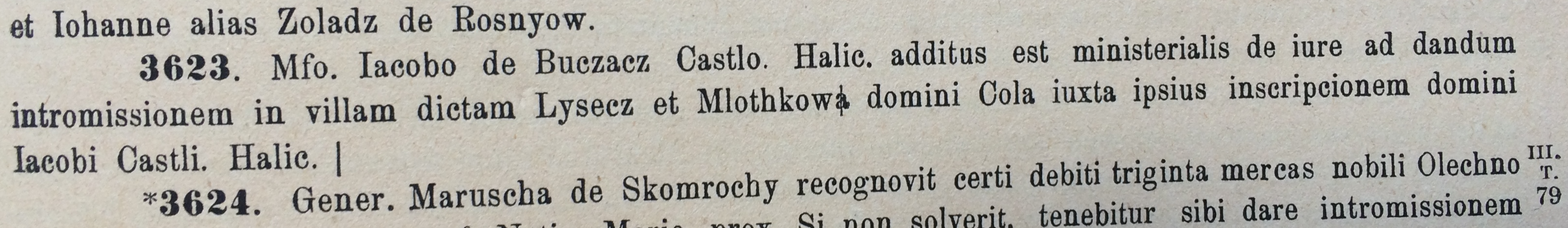
1474 рік — перша письмова згадка села Молодків (в формі запису назви села як Mlothkowa)

!!! Гіпотеза: Дуже ймовірно, що село Молоткова (як і ряд інших сіл на той час, наприклад Задвіря чи Коропець) було королівщиною (поселення належало королю лат. «ab antiquo») в Галицькому повіті (Галицькій землі) Руського воєводства, якою від імені короля Польщі управляв хтось із шляхтичів з іменем Ян Кола (не виключено що і Ян (?-1438), і Ян (?-1472)). У записах тому XII часто йдеться про село Лисець, яке було у володіннях шляхтичів Кола, але в 1474 є запис.
На даний момент дослідження історії села, той запис і є першою письмовою згадкою.

Датується 10 січня 1474 року (том XII), про Молодків, як — село «Млоткова» (в оригіналі Mlothkowa) разом з селом Лисець.
Переклад:
Вельможного Maginfico Якобо з Бучача, каштеляна галицького юридично додано на правах возного (пол. ministeriał або woźny, лат. ministerialis) до наданих для інтромісії (посідання) сіл, званими Лисець і Млоткова домінії/власності Коли [Яна Коли] а також [додано до] власного напису/підпису власності Якоба каштеляна Галицького.
!!! До Гіпотези: Якщо останній Кола, Ян помер в 1472-му, році, тоді сходиться, що в 1474 р. село Лисець було вільне від власника. А тому що в записі 1474-го фігурує також Молоткова, то гіпотеза приводить до висновку, що і Молоткова була власністю Колів. На разі нема даних про Молоткову раніше 1474 р., але в 1446 р. Ян Кола Старший (пом. 1472) взяв участь в розподілі маєтків батька Яна Кола (пом. 1438) і як наслідок Далеїв та Лисець відійшли у спільне володіння Яном Кола середнім «Ярославом» та Яном Кола молодшим. Молоткова не фігурує, а значить мусіла бути передана Колам десь раніше, до 1446 року. Слід також додати, що рідна бабця Якоба за батьком Михайлом була Малгожата Кола. Що прояснює зв'язки між власниками тих земель — спочатку вони належали Колам (як мінімум в роки 1472—1474) а потім Бучацьким.
Примітки до латинського запису:
- Згідно з вступом до тому XII Актів Гродських і Земських, вертикально перекреслена буква «a», означає запис польської букви ą (носового [о], раніше носового [a]). Подібних перекреслень в актах є дуже багато. У випадку з селом, то можна припустити, що «в народі» село називали Молоткова або Млоткова довгий час, і люди звикли, а коли село набуло стану містечка, то в офіційних документах вже мало записуватись як Molotkow або Mlotkow. Друковані записи (систематизовані переклади з рукописів) актів гродських і земських опубліковані 1887 — го року.
- Буквосполучення th означає твердий [t], бо в інших словах так само (Mathwey, Tlusthobabi, Lithphinow). Тобто на звук, у народі люди тоді чули як «млоткова», і аж ніяк не «млотькова».
- Чи оригінально була таки мЛОткова чи мОЛОткова, то ймовірність більша, що все-таки була Молоткова, бо статистично більше таких записів. Крім того, в актах гродських і земських дуже багато помилок запису слів і навіть змінених позиціях букв в слові (наприклад Гнат/Ігнат мав записуватись як Ichnat або Ihnat, але були записи Hinahat). І навіть одне й те саме слово в той самий рік, на тій же самій сторінці могли писатись по різному (Kuropatwa, Kwrptwe).
- Інтромісія[pl] — легальне заволодіння, отримання власності над нерухомістю згідно з вироком суду. Оголошення інтромісії відбувалось в публічному місці. нп. на ринку, там де було багато свідків. Тому, якщо 10 січня був судовий вирок, то потім факт заволодіння Молотковою новим власником, мало бути десь повідомлено в селі.

Варто мати все це на увазі, аналізуючи та приймаючи рішення, а «якою ж таки первинною формою називалось наше село?»

##### Люстрації
- За Королівською люстрацією 1565 року в селі наявні вежі для виварювання солі: 2 панські та 7 людських[8].
- Люстрація 1661 року згадує Молоткову під другим іменем «Слобода» в якій на той час було 30 «слободянів».

Десь наприкінці XVI — на початку XVII ст. на території села було засноване містечко, яке називалося Слобода або, можливо, Молодкова Слобода. В основі його назви лежить апелятив слобода "поселення в Київській Русі, на Україні і в Росії XI—XVIII ст., жителі яких звільнялися від феодальних повинностей
(СУМ, IX, 365). Однак містечко проіснувало, очевидно, недовго, бо більше не згадується в писемних джерелах.
Згадується також, що та «Слобода» почалась 2 роки тому (тобто 1658-го). В ті час, таких «слобідок» з вільними людьми з інших місцевостей було дуже багато.
- Люстрація староства галицького за 1765 р. свідчить, що тут було 40 селянські поселення. Подається детальний опис на латинській мові що було в селі, зокрема парафія греко-католицька.
- Люстрація староства галицького за 1767 р. свідчить, що тут було 43 селянські господарства (халупи). Подається детальний опис на польській мові що було в селі, з якими селами межували та перелік відрахувань панщини.

##### Земельні метрики (кадастри)
- Земельна Йосифинська метрика 1788 р. свідчить, що тут було 53 селянські господарства.
- Земельна Францисканська метрика 1820 р. свідчить, що тут було 83 селянські господарства.

Згідно з даними загальних переписів населення українських земель у складі Австро-Угорщині:
- на рік 1869 село згадується як Mołotków де також згадуються 150 будинків 871 жителів села, а також окремо 4 маєтки із 24 жителями. Дані про інші роки перепису можна побачити тут.

##### Географічний словник Королівства Польського
В словнику, село згадується декілька разів:
1. в томі I (друк в 1880)[9] згадується, що до гр-кат. парафії в с. Бабче входили Маркова та Молотків.
2. в томі VI (друк в 1885)[10], вказано як село Mołotków. Були варильні солі, які закриті в 1821 році. Власником більшої частини села був Włodzimierz Wilczyński.
3. в томі XI (друк в 1890)[11] як Mołotków, згадується в списку Солотвинської римо-кат. парафії.
4. в томі XV (друк в 1902)[12], наш Молотків вже не згадуються, але згадуються:
  - інший Mołotków, однойменне село, вказано також як Mołodków. Тепер відоме як Молотків (Тернопільскої області, Білозорецька волость).
  - Mały Mołodków тепер відоме як Великий Молодьків, який до 1921 року мав назву Молодків Осичний.

Карта 1923 року, де вказано позначкою у вигляді молотків наявність копальні.

### Інші форми назви села

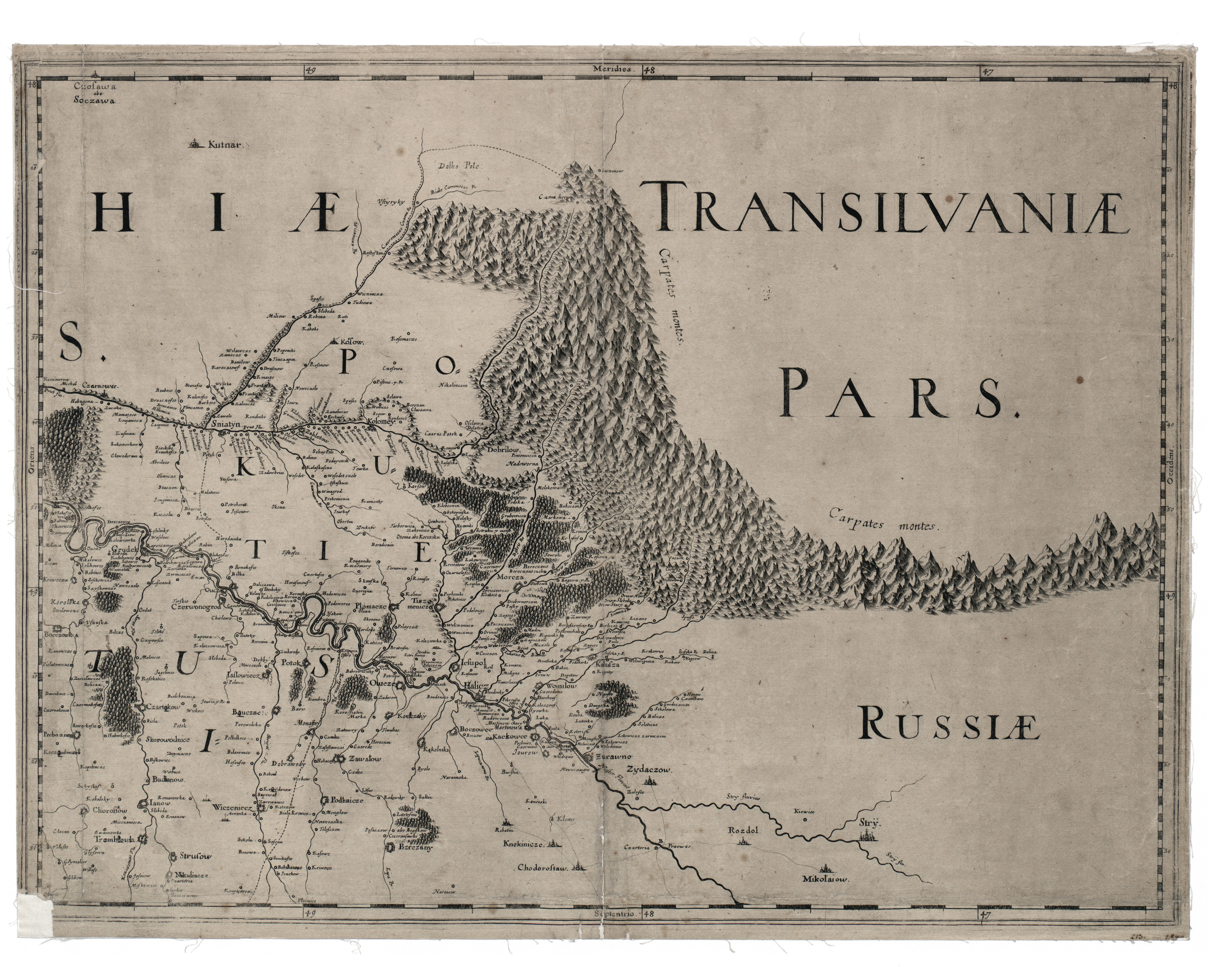
На карті Боплана 1650 року (інша версія) село записане як Melokowa.

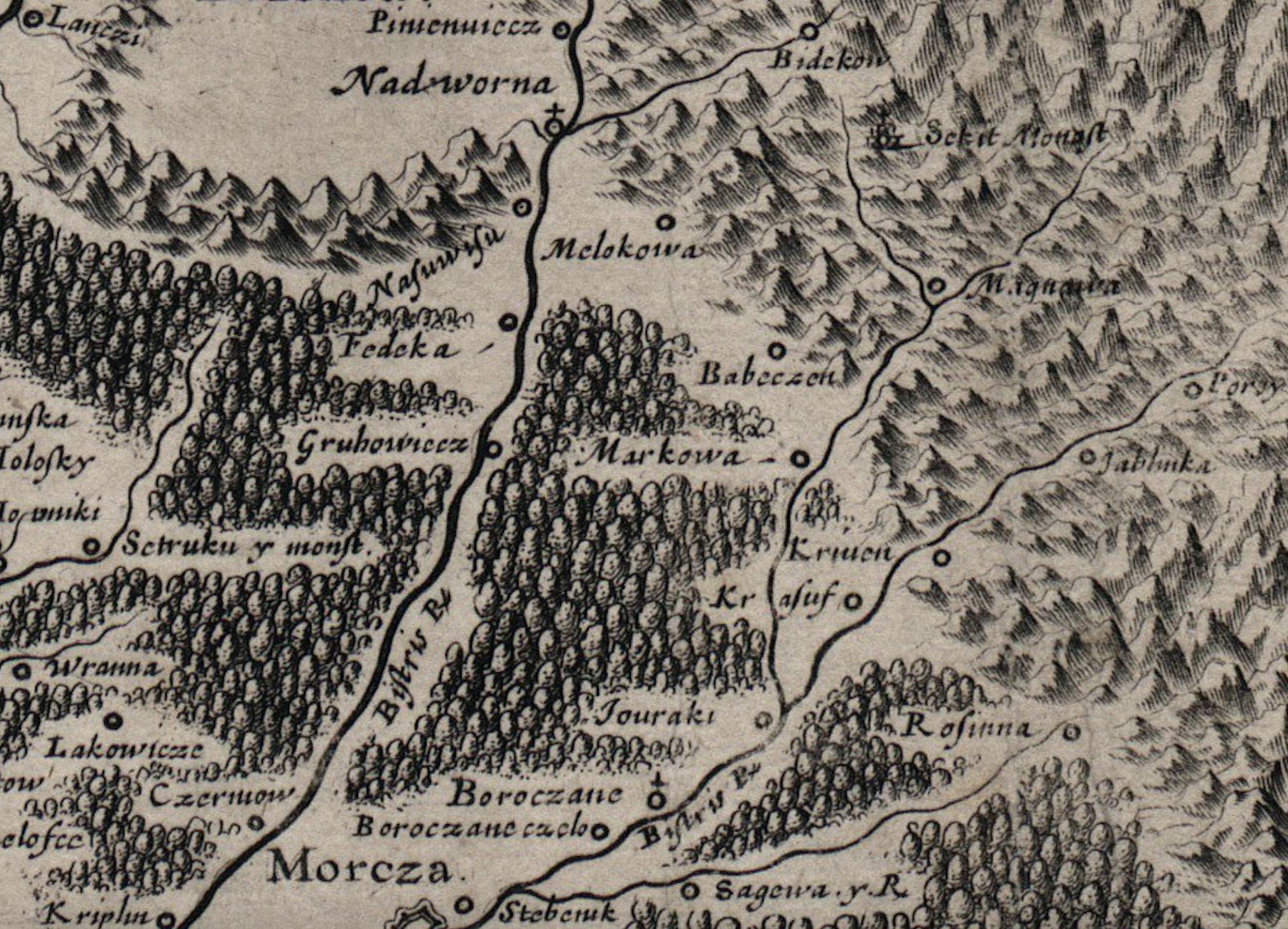
Melokowa, Markowa, Babeczen, Bidekow, Pinienuiecz та інші сусідні місцевості на карті Боплана (1650 рік)

Гійом Боплан працюючи над картою для польського короля в 1645-1650 роках, мандрував по Русі і коли відвідував Галицькі землі, то місцевість записав в себе на карті як Melokowa. Наявність букви «л» не так важлива, бо француз міг погано почути чи зрозуміти. А от буква «а» в кінці яскравий доказ, що вона там дійсно була, бо вже не перший раз така форма фігурує !!!

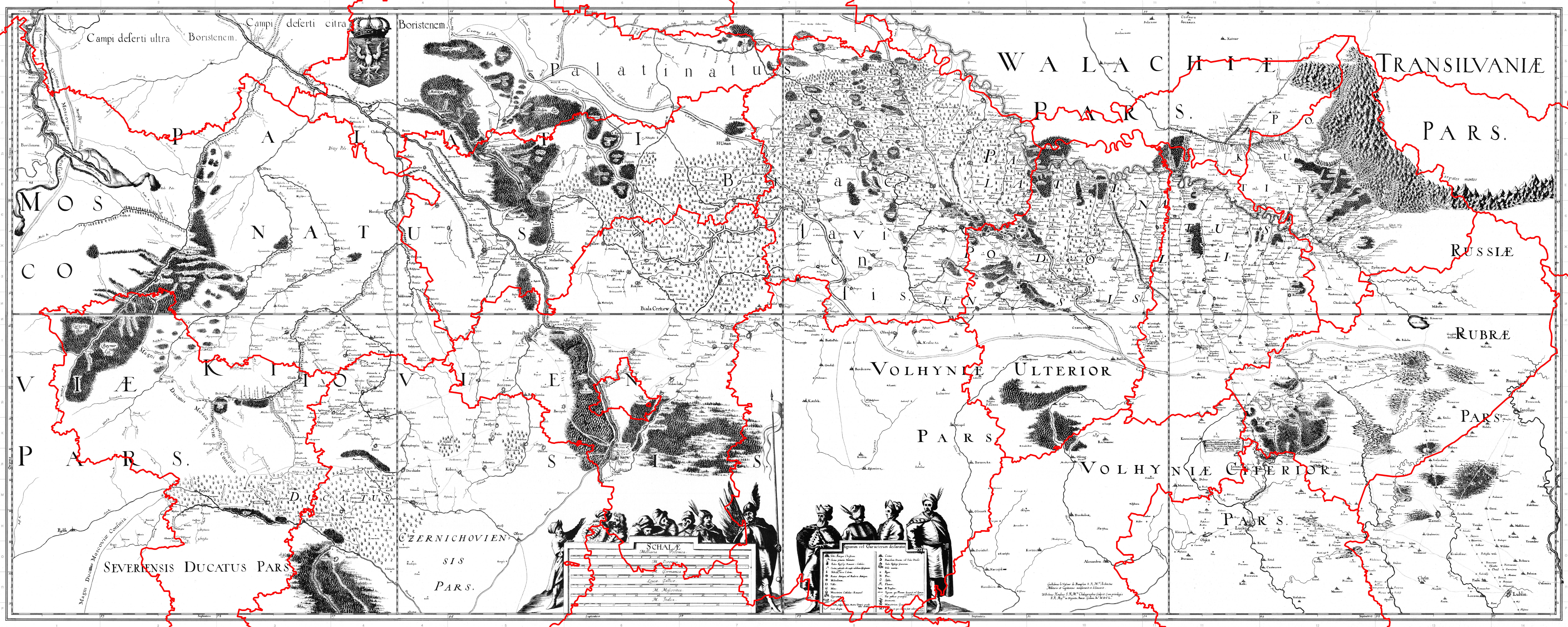
На карті Боплана 1650 року село записане як Melokowa

### Опришки
У 1739 році в селі діяли опришки Довбуша.

### Солеварний промисел
У Молодкові був великий господарський комплекс з виробництва солі. У центрі села було кілька шиб (криниць) з яких черпали високоякісну сировицю. Біля однієї такої криниці працювало від 2-8 веж (варилень), де виварювали мілку і топкову сіль. Тут же знаходились склади, кузня. Завдяки соляному промислу Молодків у XV–XVII ст. мав статус містечка.
На Покутті в першій половині XVIII ст. основним солеторговим містом була Коломия, і відповідно з солеторгівців збиралося мито. В 1710—1720 pp. з Солотвинської і Печеніжинської солеварень «брали сіль» вінницькі коломийці.
Польські магнати часто здавали соляні бані в оренду. У 1770 році соляна баня в Молодкові належала каштеляновій Кам'янця-Подільського пані Катажині Косаковській. На той час вона була найбільш заможною землевласницею і у її володіннях було 4 міста і 47 сіл.
В національному архіві в Кракові знаходяться так звані «Теки Шнайдера» — колекція етнографічних документів авторства Антонія Шнайдера, в яких одним із документів є текст скарги (підписана 1775 року) від людей сіл Бабче та Молодків до пані Катажини Коссаковської з Потоцьких. В скарзі йдеться про події 13 років давності (~1762) де селяни скаржаться на заборону доступу до їхнього лісу та побиття жителями села Битків. Селяни також нарікають на зв'язки «на той час влади» з монахами Манявського Скиту. Скарга була проханням до пані Катажини, щоб вона допомогла знайти спосіб повернути ліс у власність селян. В тому ж документі також згадується А. Карбовський, який був свого часу орендарем земель у банних селах (села, в яких були бані, соляні жупи, де не тільки виварювалась сіль але це була одночасно територія вирубування лісів). В книжці «Великий Скит у документах і матеріалах XVII—XXI ст.» за редакцією Миколи Кугутяка йдеться про ту ж саму суперечку, але тепер зі сторони монастиря та панів Покутинського (лист від 1727-го року) та Карбовського (лист від 1759-го року). Із тексту документу можна зрозуміти, що Карбовський пише до монахів Манявського скиту і просить їх посприяти у боротьбі з селянами за вирубку лісу, за що він їм (монахам) обіцяє віддячитись сіллю.
У 1783 році на варіння солі була запроваджена державна монополія і молодківський соляний промисел припинив своє існування. Але і на початку XXI ст. молодківчани та жителі навколишніх сіл залюбки користуються сировицею, яку черпають з криниці, що збереглася у центрі села.

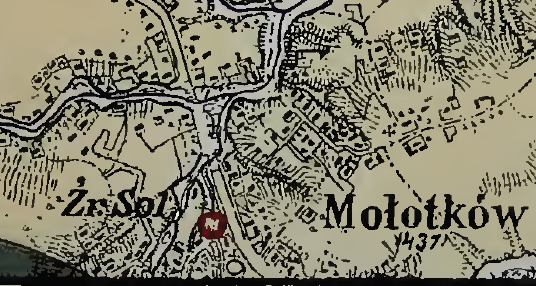
Згідно «Wykopaliska Starunskie» (1914) є карта, де вказано джерело солі в селі Mołotków.

На 1885 рік, польський географічний словник подає інформацію, що варильні солі, були закриті 1821 року.
Wykopaliska Starunskie подає інформацію на 1914 рік про місцезнаходження джерела солі.

### Копальні озокериту
Після 1871 року Львівське гірниче староство (пол. starostwo górnicze) припинило своє існування. І всі копальні перейшли під керівництво Краківського староства. Зокрема, у державному архіві Кракова (2 відділ) є дуже багато документів відносно видобутку озокериту (пол. wosku ziemnego).

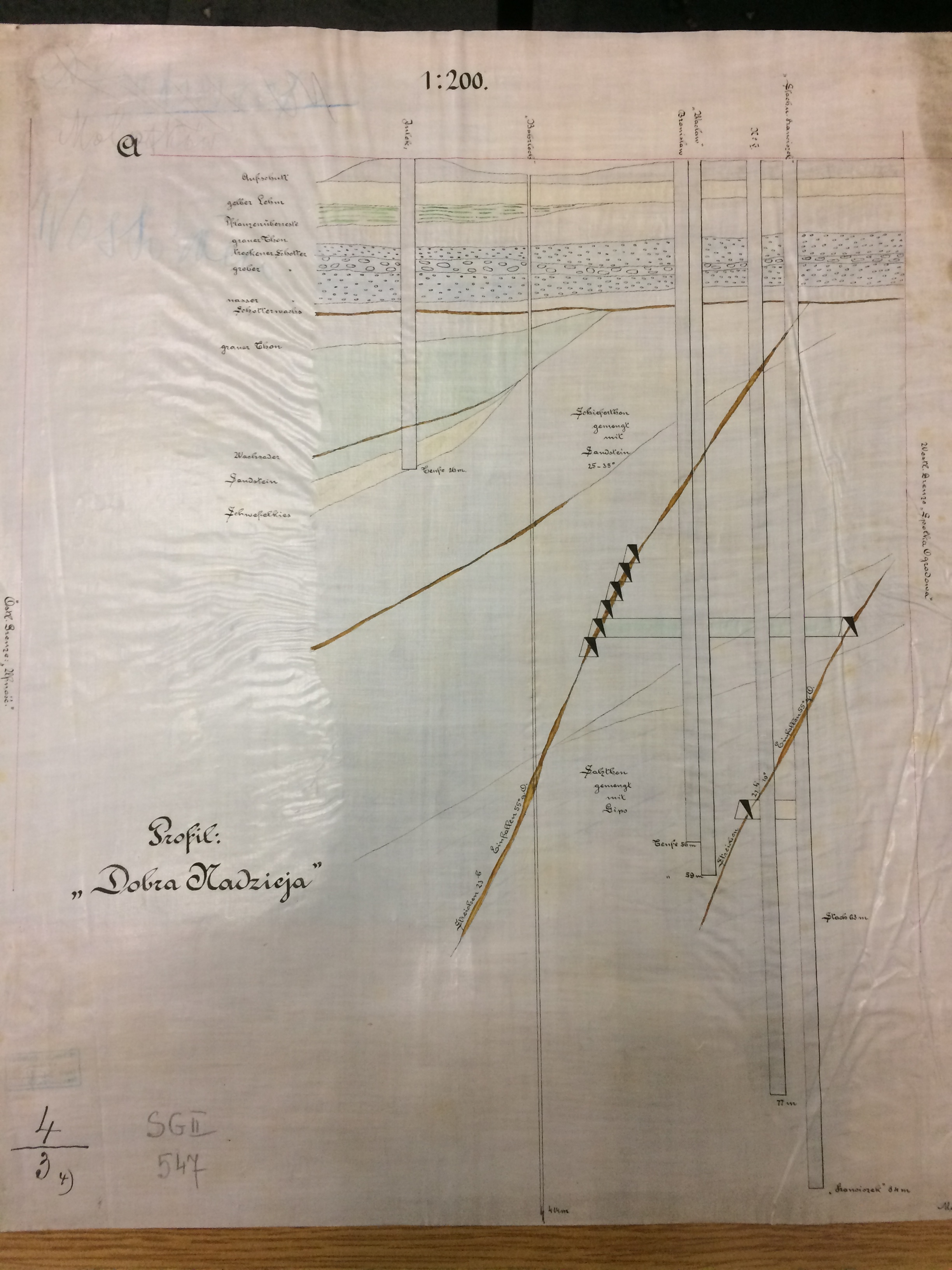
Профіль копальні «Добра Надія», 1898 р.

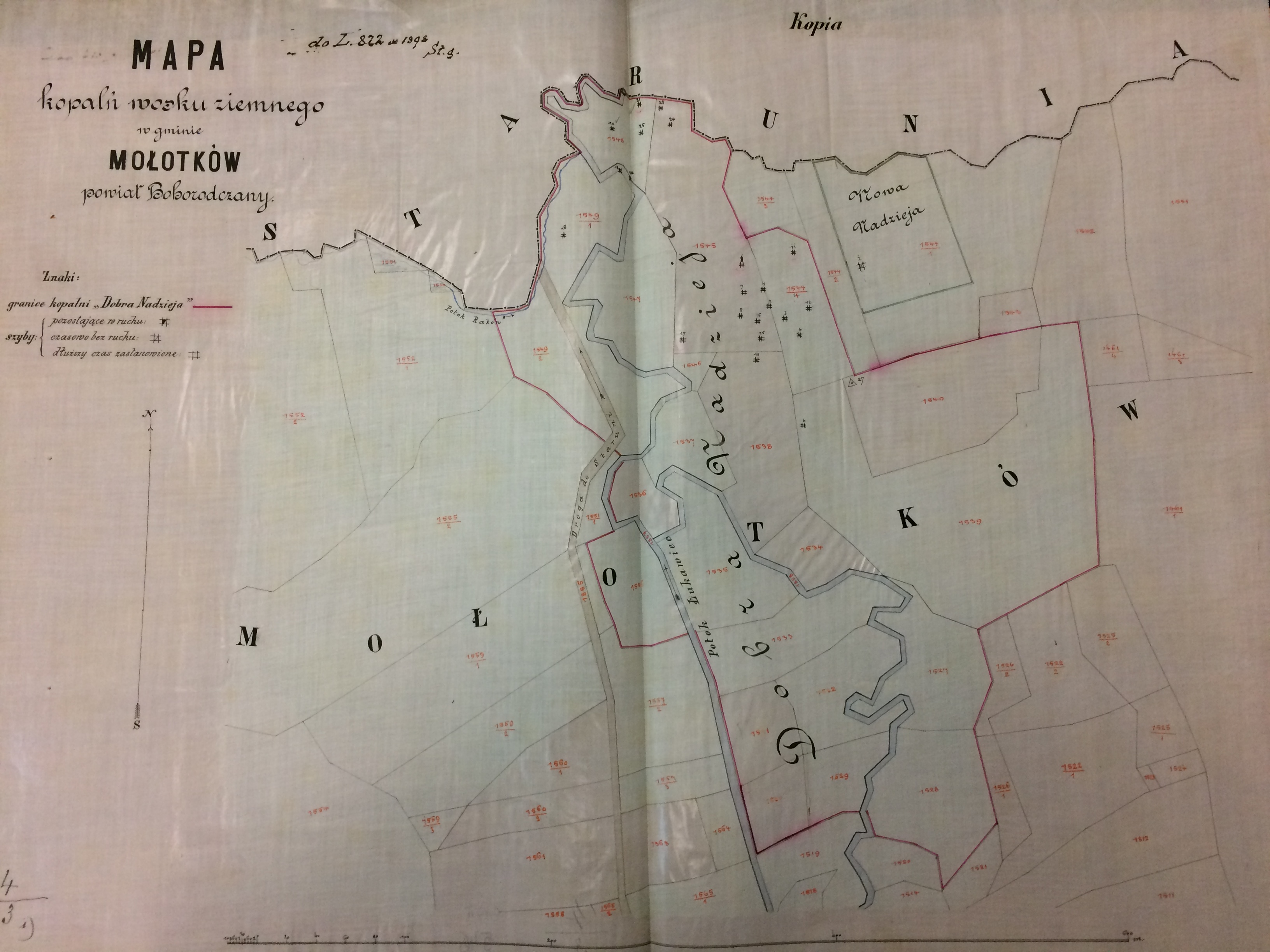
Ситуаційний план карта копальні «Добра Надія», 1898 р.

По селу Молодків (Mołotków) є два документи:
1) Ситуаційна карта яка датуються 1898-им роком, і з якої можна зробити висновок про існування копальні «Добра Надія» (пол. «Dobra Nadzieja») з наявними 25-ма шибами, а також нова менша копальня з назвою «Нова Надія» (пол. Nowa Nadzieja) з одною шибою. Власником копальні «Добра Надія» фігурує деякий Едуард Морсон (Edward Morson). Надпис на карті потенційно може свідчити, що копальня «Добра Надія» була започаткована в 1822 році.
2) Профіль копальні «Добра Надія» з вказанням розрізу та позначок на нім. мові.

### Школа
Згідно з австрійськими джерелами у 1857 році у с. Молодків заснована парафіяльна школа, у якій навчались 32 дітей. Вона знаходилась у спеціально збудованому приміщенні, де тепер молокоприймальний пункт. Історія зберегла і прізвище першого вчителя — пан Початко.
1904 р. школа реорганізована у двокласну. Освіта обов'язкова. Батьки, які не пускали дітей до школи, сплачували штраф.
Після Першої світової війни члени сільського товариства «Просвіта» побудували на території сучасної школи хату-читальню, а пізніше віддали під школу.
У 30-х роках молодківчани їздили у Солотвин на мітинги протесту проти навчання польською мовою. Вчителі Катерина Цибикова і Стефанія Садовська брали активну участь у громадському житті села, у діяльності «Просвіти». На запрошення «просвітянців» село відвідала відома українська письменниця Ольга Кобилянська.
У 1936 р. перед молодківською дітворою відкрила свої двері нова двоповерхова школа, збудована за сприяння польської влади, місцевої поміщиці пані Матильди Матковської та з допомогою громади села. Школі присвоєно ім'я II Бригади Польських Легіонів. Директорувала тоді Софія Роса (Лябеда).
Будували її «на совість». До цього часу тут не проводили жодного капітального ремонту, тільки косметичні. Дах, стіни, стеля, вікна, двері, підлога — ще з тих часів. Якщо уважно придивитися, на стінах можна знайти сліди від німецьких і мадярських осколків. Підвальні приміщення були надійним захистом для багатьох людей у часи воєнного лихоліття.
Після Другої світової війни школа уже семирічна. Очолював її Василь Козарук. За зв'язки з УПА його арештували. На жаль, про подальшу його долю жителям Молодкова не відомо.
У 1960 р. — школа восьмирічна, а з 1 вересня 1997 р. — ЗОШ І-ІІІ ступенів.
Навчання у школі тривало постійно: у часи польського панування, німецької окупації та радянську добу.
Чисельність учнів у перші роки заснування школи була незначною. З роками вона зростала. Загалом за період існування школи з її стін вийшло понад 3,5 тис. випускників, змінилося 17 директорів.
У наш час школа І-ІІІ ступенів.

### Культурне та церковне життя
З 1784 року в селі велись метричні книги (згідно даних шематизму та географічного словника). Можливо, в цьому році була збудована церква св. Георгія. 1873 року споруджена нова церква св. Богородиці, яка була спалена 17 березня 1948 року енкаведистами. Згідно з даними географічного календаря на 1882 рік римо-католицька парафія для мешканців села існувала в м. Солотвин. З 1888 року по 1936 роки парохом с. Молодків був Михайло Садовський. Він і його родина мали великий вплив на громадське життя села. З ініціативи священика на початку XX ст. в селі було створено читальню товариства «Просвіти». Дочки Михайла Садовського Орися та Стефанія були активними членами товариства «Просвіта». Стефанія вчителювала у місцевій школі. Зять священника Олександр Бойцун — відомий громадський і політичний діяч, професор Станіславської гімназії часто бував у Молодкові, допоміг відновити діяльність читальні товариства «Просвіти» після першої світової війни, привозив літературу, ходив з молодківчанами колядувати.
На цвинтарі Молодкова збереглася могила священика Михайла Садовського, його дружини Іванни та сина Омеляна-Ярослава. Також є кілька польських поховань. Станом на 2010 рік, деякі могили (Radlinska) і хрести (Sokołowska) ще є. Станом на 2019 рік польські поховання занепадають все більше.
Молодків був одним з осередків активного громадського життя краю. Крім «Просвіти» в селі діяли пожежно-ратункове товариство «Січ» (пізніше «Луг»), «Доріст», Союз українок. На початку 30-х років XX століття в селі побувала відома письменниця Ольга Кобилянська.
Національно-просвітницька діяльність «Просвіти», «Лугу», «Союзу українок» не пройшла марно. 1937 року в Молодкові створюється підпільна організація ОУН. До неї входили Василь Миколайович Бойчук, Дмитро Павлович Янцюк, Степан Соломон, Дмитро Михайлович Кисляк, Василь Шибістий. В цей час в селі поширюються і комуністичні ідеї. Створюється осередок КПЗУ. Його членами були Михайло Лазарук, Василь Дричак, Михайло Худецький, Михайло Іванович Попович, Михайло Васильович Мандзюк. Останній був обраний делегатом на Народних Зборів Західної України у Львові в 1939 році, де вирішувалось питання про приєднання Західної України до УРСР.

### Міжвоєнний період
Під час І-ї світової війни на території села 29 жовтня 1914 року відбулася жорстока битва між польськими легіонерами, які воювали на стороні Австро-Угорської імперії, і російськими козаками. 200 вбитих польських вояків поховано в братській могилі, на якій споруджений пам'ятник. Ці воєнні дії відзначаються на Могилі Невідомого Солдата в Варшаві, написом на одній із таблиць: «MOŁOTKÓW 29 X 1914».
У 1938 році, польський фотограф Генрик Поддембський мандруючи в напрямі до Надвірної проходив через село (на той час) Mołotków, і в його фото архіві є декілька світлин, на яких можна побачити стан пам'ятника полеглим легіонерам, а також деякі будинки в селі, церкву, і навіть є світлини як вибілювали полотна на річці. В 2017 році, польський національний цифровий архів випустив книжку-альбом фотографій Генрика Поддембського, під назвою Niepodległa Poddębskiego, у якій використано також фотографію з села Молодків (Mołotków).
В кінці 1942 року — на початку 1943 року в селі формується боївка УПА під керівництвом Василя Бойчука. До неї входило більше як 100 чоловік. Спільними силами боївкарів сусідніх сіл завдано великих втрат КГБ м. Надвірної та Солотвин, розгромлено постійно ястрибків, офіцерів та солдатів НКВД в с. Молодків та навколишніх селах.
В 1944—1945 р.р. воїни УПА з Молодкова та навколишніх сіл робили напади на Солотвинське КДБ, під-час яких деяким арештованим вдавалось втекти. В 1945 р. курінь Різуна напав на Надвірну. В сотні Діброви в цьому поході брали участь і вихідці з Молодкова. Діяльність кагебістів проникла в лави молодківських партизан під псевдонімом «Віктор», внаслідок чого загинули невинні люди з родин Миколи Кисляка, та інші жителі села.
Найбільш видатними повстанцями села були члени СБ: Коків М (Борис), Вовчук В. (Морозенко), боївкарі Гринишак(Гайовий), Івасик Ю., Кисляк В.

### Радянські часи
10 лютого 1950 року скликали збори жителів села, на яких було оголошено про створення колгоспу ім. Молотова. Почалася ще одна трагічна сторінка в житті молодківчан. Зароблене роками важкою працею майно і землю забирали для колгоспної експлуатації селян. Так, у Миколи Івановича Кисляка забрали коня, весь реманент, млин. В Олени Лундяк — коня, реманент, стодолу. А потім довелося працювати в колгоспі майже задарма. За один трудодень видавали 100 грам стоколоси (відходів від провіювання зерна).
У 1960—1970 рр. на базі колгоспу було створене допоміжне господарство Солотвинського лісокомбінату.
1970—1973 рр. молодківські землі входять до колгоспу ім. Руднєва (с. Старуня).
1974 року села Молодків, Бабче, Маркова об'єднані в один колгосп «17 вересня».

## Література

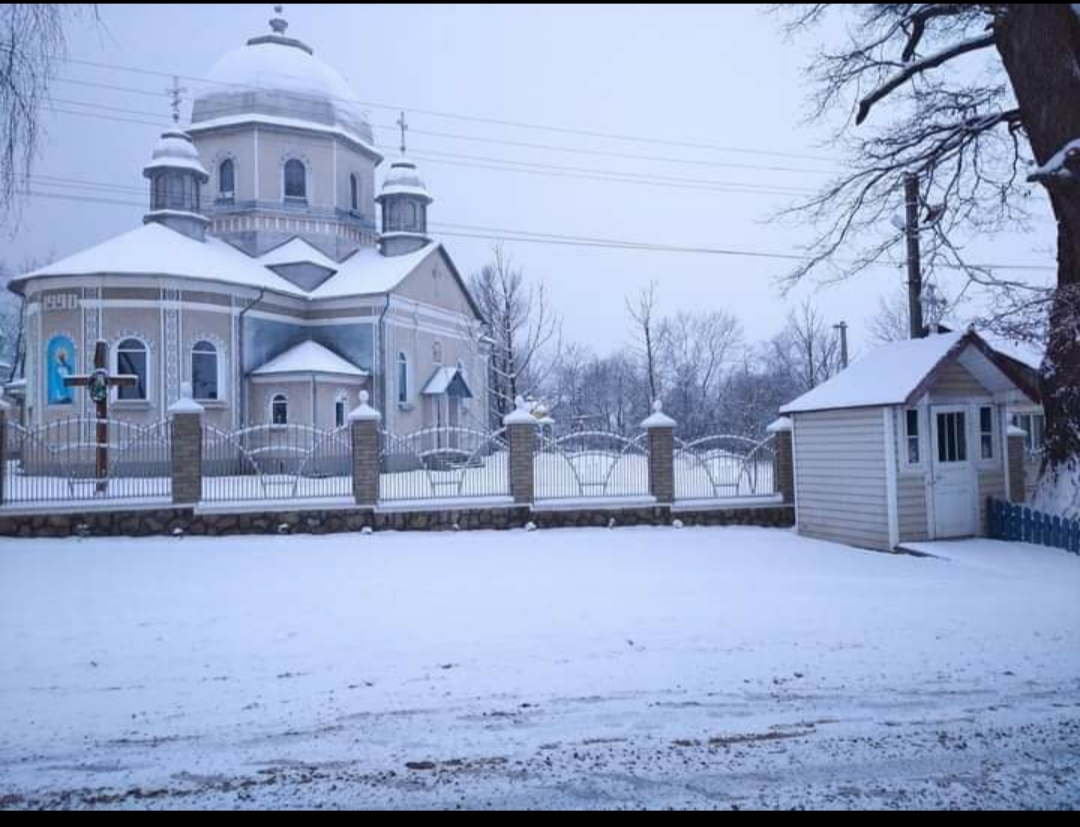
Церква Різдва Пресвятої Богородиці

## Сучасне життя села
Після здобуття Україною незалежності в селі відновлюється діяльність товариства «Просвіта».
21 вересня 1992 року освячено новозбудовану церкву Різдва Пресвятої Богородиці.

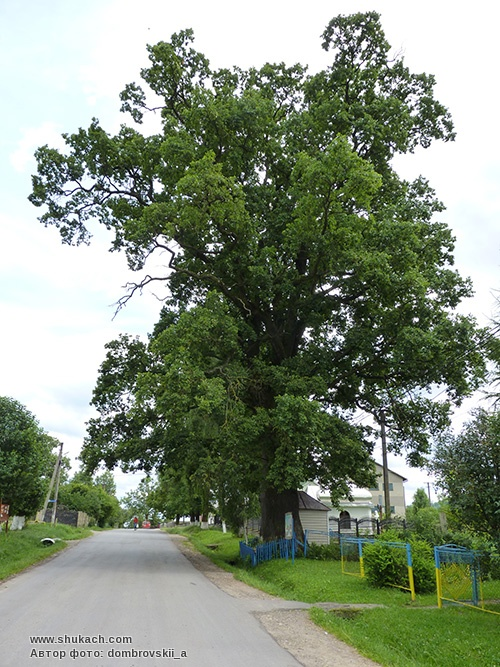
Вуйко-дуб в центрі села

У 1992 році колгосп «17 вересня» припинив своє існування та утворилося нове підприємство ЗАТ «Нива» яке проіснувало до 20 січня 2001 року.
В Молодкові споруджено груповий збірний пункт нафти й газу, сюди надходить нафта по трубопроводах з навколишніх сіл: Космач, Старуня, Пнів.
У селі є загальноосвітня школа I—III ступенів, фельдшерсько-акушерський пункт на 2 кабінети, Вуйко-Дуб, народний дім, бібліотека. Село газифіковане, наявне вуличне освітлення.
На території села зареєстровані дві церкви: УГКЦ «Різдва Пресвятої Богородиці», отець Микола Дем'янчук, та ПЦУ «Різдва Пресвятої Богородиці», прот. Анатолій Момот.
У травні 2019 року буквально за пів дня, пройшлась хвиля водяних підтоплень в селі Молодків та сусідніх селах (Гвізд, Бабче, Старнуя, Битків).
В вересні 2019-го та жовтні-листопаді 2020-го жителі села нарешті отримали майже всю дорогу відремонтовану (деталі на сторінках С090917 та О090103).

## Населення

### Мова
Розподіл населення за рідною мовою за даними перепису 2001 року:
| Мова       | Кількість | Відсоток |
| ---------- | --------- | -------- |
| українська | 2621      | 99.7%    |
| російська  | 8         | 0.3%     |
| Усього     | 2629      | 100%     |

## Природа
В селі дуже багато зеленого насадження, лісів, трав, річок та прирічкових зворів. Цікавинкою є посадка червоних дубів, які особливо в осінній період гарно виглядають на фоні зелених дерев. Навколо села знаходяться різноманітні пагорби та галявин своєрідних місцевих назв.